# Будова (село)
Будо́ва —  село в Україні, у Козівській селищній громаді Тернопільського району Тернопільської області. Розташоване на річці Коропець, на півдні району.
Підпорядковане Кальненській сільраді до 2020. 
Населення — 56 осіб (2001).

## Історія
Засноване у 1938 році поляками, які звели 20 будинків.
12 червня 2020 року, відповідно до розпорядження Кабінету Міністрів України № 724-р «Про визначення адміністративних центрів та затвердження територій територіальних громад Тернопільської області» увійшло до складу Козівської селищної громади.
19 липня 2020 року, в результаті адміністративно-територіальної реформи та ліквідації Козівського району, село увійшло до складу Тернопільського району.

## Населення
За даними перепису населення 2001 року мовний склад населення села був таким:
| Мова       | Число ос. | Відсоток |
| ---------- | --------- | -------- |
| українська |           | 98,21    |
| російська  |           | 1,79     |

Місцева говірка належить до наддністрянського говору південно-західного наріччя української мови.

## Галерея

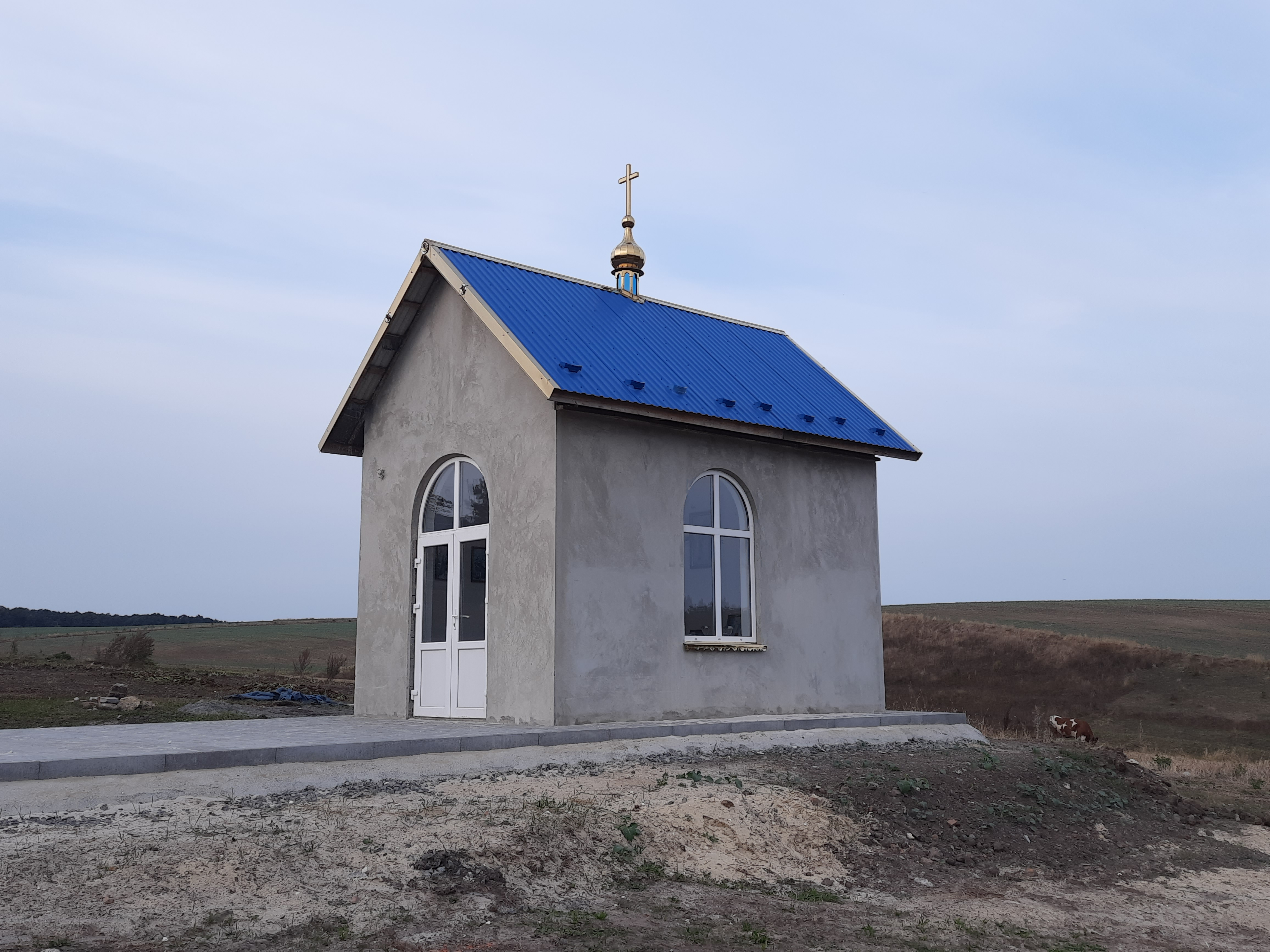
Капличка
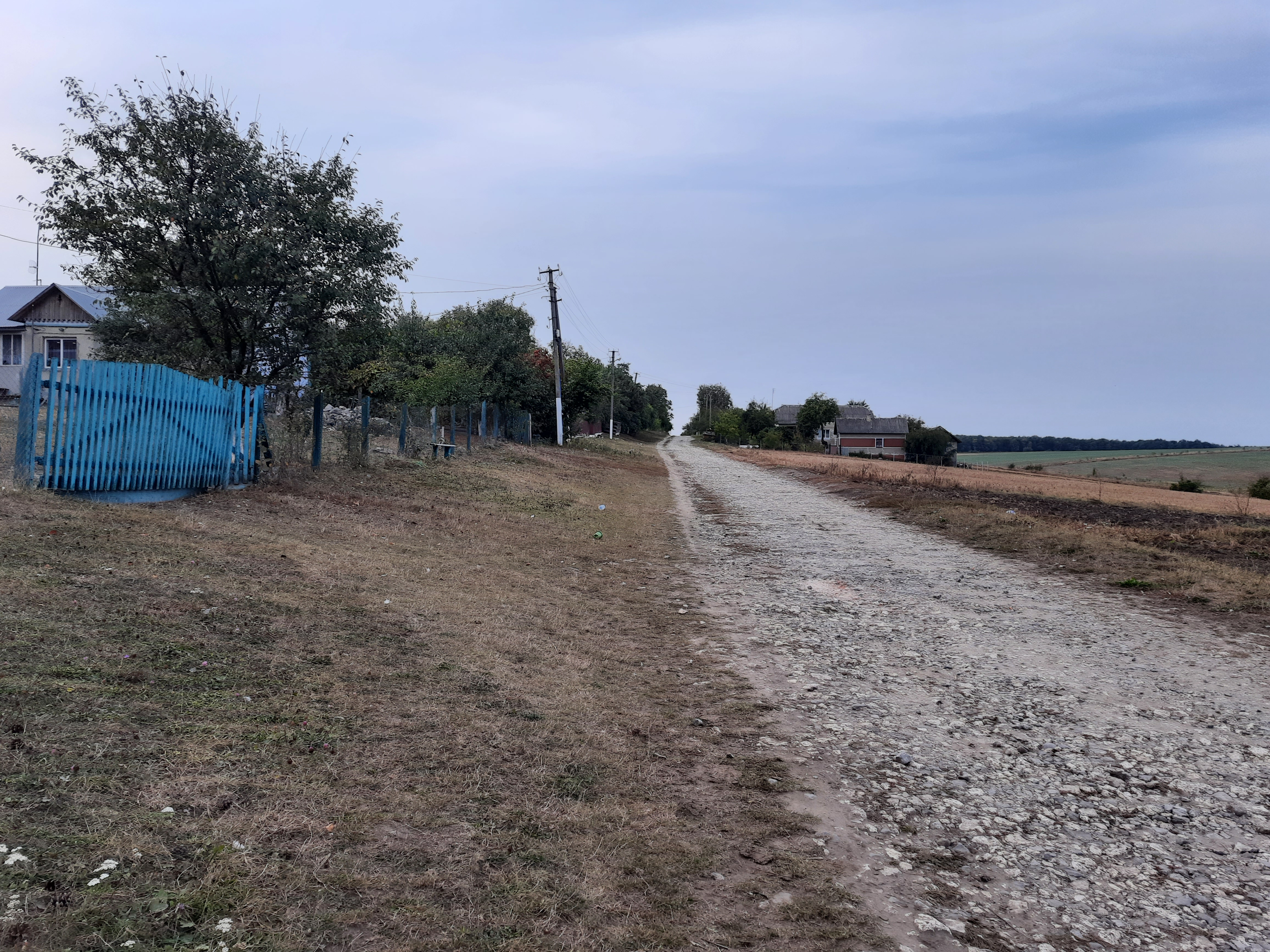
Сільська вулиця
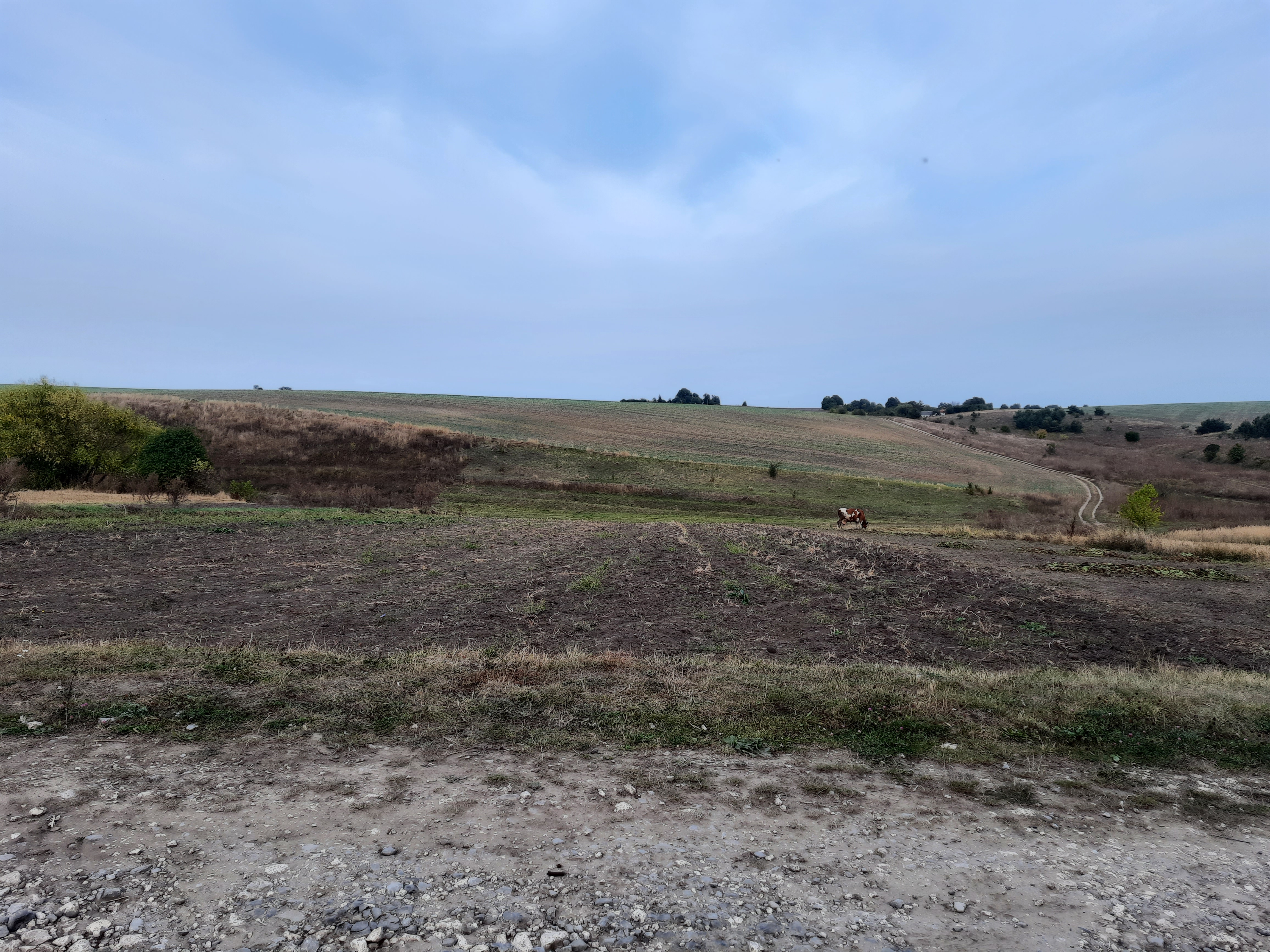
Краєвид біля села
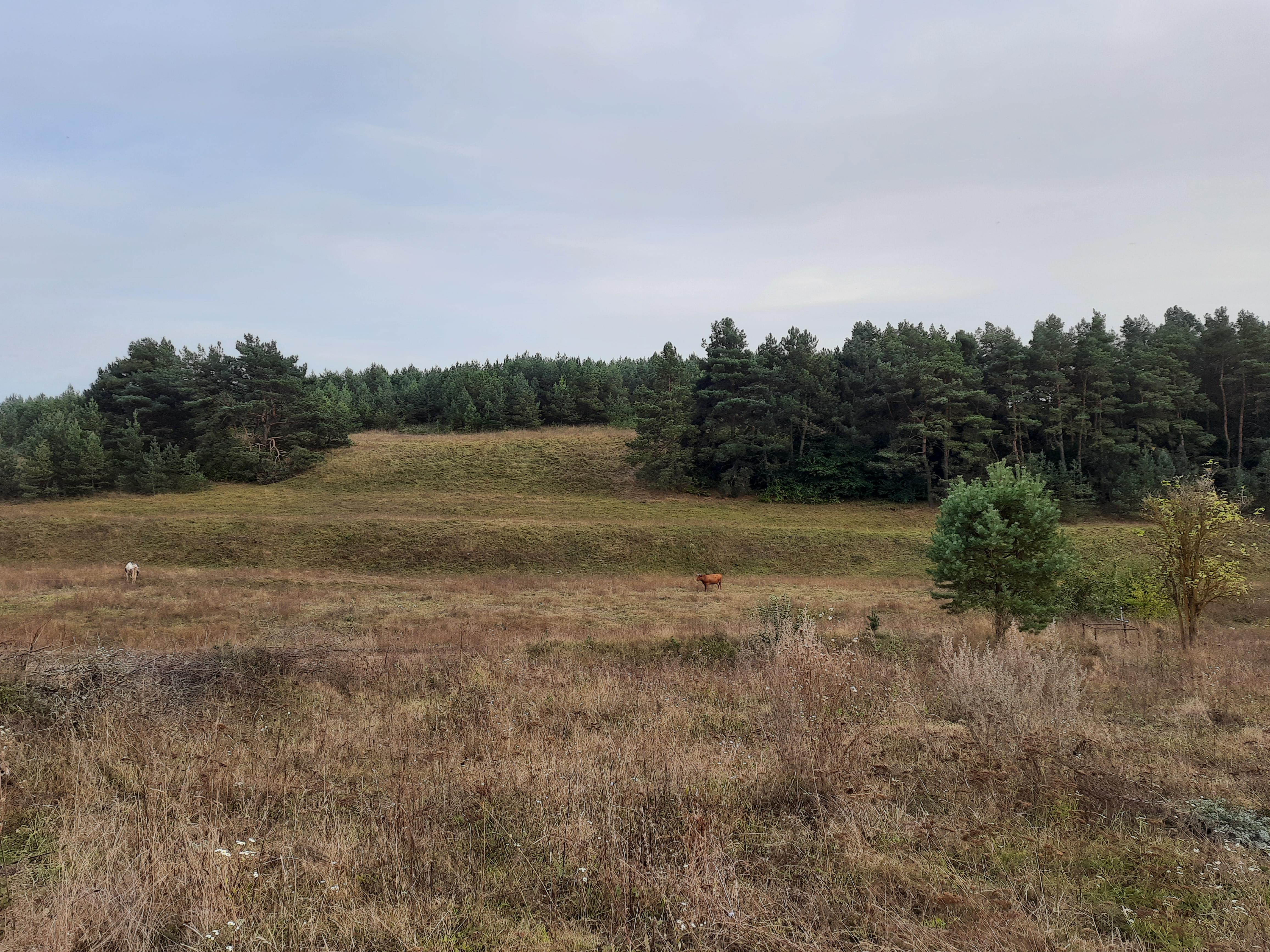
Краєвид біля села.